# الفحیحیل
شهر الفحیحیل (به عربی: الفحیحیل) در استان احمدی در کشور کویت واقع شده‌است. جمعیت این شهر ۵۱٫۲۱۰ نفر است.